# 拱化
拱化（1063年—1067年）是西夏毅宗李諒祚的第五個年號，共計5年。

## 改元
- 1063年——改元拱化。[3]
- 1067年——十二月，李諒祚去世，李秉常即位，改元乾道。[4][5][6]

## 纪年對照表
| 拱化 | 元年     | 二年     | 三年     | 四年     | 五年     |
| ---- | -------- | -------- | -------- | -------- | -------- |
| 公元 | 1063年   | 1064年   | 1065年   | 1066年   | 1067年   |
| 干支 | 癸卯     | 甲辰     | 乙巳     | 丙午     | 丁未     |
| 宋朝 | 嘉祐八年 | 治平元年 | 治平二年 | 治平三年 | 治平四年 |

## 同期存在的其他政權年號
- 中國
  - 嘉祐（1056年－1063年）：宋—宋仁宗趙禎之年號
  - 治平 (北宋)（1064年－1067年）：宋—宋英宗趙曙之年號
  - 清寧（1055年－1064年）：契丹—遼道宗耶律洪基之年號
  - 咸雍（1065年－1074年）：契丹—遼道宗耶律洪基之年號
  - 政安（1053年－1061年）：大理—段思廉之年號
  - 正德（1062年－1073年）：大理—段思廉之年號
- 越南
  - 彰聖嘉慶（1059年－1066年）：李朝—李日尊之年號
  - 龍章天嗣（1066年－1068年）：李朝—李日尊之年號
- 日本
  - 康平（1058年－1065年）: 後冷泉天皇之年號
  - 治曆（1065年－1069年）: 後冷泉天皇與後三條天皇之年號

## 深入閱讀
- 李崇智. . 北京: 中華書局. 2004年12月. ISBN 7101025129.
- 鄧洪波. . 臺北: 國立臺灣大學東亞經典與文化研究計劃. 2005年3月  [2021-12-07]. ISBN 9789860005189. （原始内容 (pdf)存档于2007-08-25）.
- 長部和雄.  (pdf). 東京: 京都大學. 1933年7月1日  [2021年12月18日]. ISBN. （原始内容存档 (PDF)于2021年12月9日）.
- 長部和雄.  (PDF). 東京: 京都大學. 1933年10月1日  [2021年12月18日]. ISBN. （原始内容 (pdf)存档于2021年12月18日）.

## 參看
- 中國年號索引

| 前一年號： 奲都 | 西夏年号 | 下一年號： 乾道 |